# Ophiodyscrita pacifica
Ophiodyscrita pacifica är en ormstjärneart som först beskrevs av Murakami 1943.  Ophiodyscrita pacifica ingår i släktet Ophiodyscrita och familjen Ophiodermatidae. Inga underarter finns listade i Catalogue of Life.